# 鷺ノ宮伊澄
鷺ノ宮 伊澄（さぎのみや いすみ）は、畑健二郎の漫画作品およびそれを原作とするアニメ『ハヤテのごとく!』に登場する架空の人物。アニメでの声優は松来未祐。

## プロフィール
- 誕生日：9月24日
- 血液型：O型
- 年齢：13歳
- 身長：144cm
- 体重：30kg

## 人物像
鷺ノ宮家の長女。家族構成は母・初穂、祖母・九重、曾祖母・銀華。
好きなもの・得意なことは、料理・裁縫・琴・茶道・書道・華道・ナギと彼女の描く漫画。苦手なものは早口な人の会話とエスカレーター。
基本的に年上の人物は敬称で呼び、特にハヤテに対しては「ハヤテさま」と呼ぶ。マリア以上にナギのことを理解している一番の親友。また、ナギの描く漫画を理解できる唯一の人物でもある。彼女自身の描く漫画もある意味凄まじいセンスを感じられるものである。自分の言動で周りの人を不幸にする特異体質であるが、自分自身は幸運の女神に溺愛されている。ナギと同じく飛び級で白皇学院に入学。4か国語を話せるほどの語学力を持つ。
1年時はハヤテ・ナギとは別のクラスだったが、2年進級時にはハヤテ・ナギ・ワタルと同じクラスになる。

## 性格
「天然でおっとり」というよりは少し鈍なところがあり、いつもオロオロしている。素で面倒を引き起こすこともしばしばである。状況に流されやすく、強引に物事を勧められると結構従ってしまう。その天然さは曾祖母を除いて代々遺伝しているようである（ナギ曰く「一家揃ってボケをする一族」）。自分以上に天然でおっとりな母や祖母、暴走気味な曾祖母を家族に抱えているため、自分をしっかり者だと常に思い込んでいる。しかし心の底から怒った場合は荒々しい曾祖母の銀華をも慄かせるほどの威圧感がある静かなオーラを発し、「仕事スイッチ」が入れば凛々しさも垣間見える。無表情で、咲夜曰く「深海魚並みの表情」「お通夜みたいな顔」（このことを言われて怒ったことがある）。除霊関係では銀華同様、悪霊や妖怪を情け容赦無く叩き潰しており、ミコノス島編では王玉を躊躇する事なく壊そうとするなど非情な姿を見せた。また、自分の霊能力に高いプライドを持っており、アテネに馬鹿にされた時は問答無用で最高クラスの技を撃ち込んだ。
ナギには「優しくて大人しい」と思われている。驚異的な方向音痴であり、1人では行き先を忘れる。迷う規模も尋常ではなく、アニメでは庭に落とした消しゴムを探しているうちに三千院家にきてしまったり、ハヤテの白皇学院合格パーティに招待されるも迷って本州から出てJR北海道の領域に行ってしまったり（北海道の摩周湖畔の土産屋で保護）、白皇学院にいくはずがパリに迷い込んでしまっている。小説版第1弾では博多まで迷い込んでいる。1コマ（小説版第1弾では1行）も要さずに迷子になることもある。しかし自分をしっかり者だと思い込んでいるため、「次は大丈夫だ」と思って1人で出かけてはそのたびに迷子になっている。またガンコ者で、一度こうと決めたら聞かないためにナギよりも迷子になる回数が多く、アニメでは第1期第45話まで道に迷わなかったことがなかった。エスカレーターにうまく乗れなかったり、咲夜の冗談を真に受けて地下鉄荻窪駅の改札口で駅員にパスポートを見せてリオデジャネイロまで行こうと考えたり、折りたたみ式携帯電話の開け方も知らずに、うまく使えないのは携帯電話が壊れているからと考えるほど一般常識に疎い。用意した乗り物が何かしらのトラブルに巻き込まれることも多く、自家用ヘリコプターが4度も墜落したことがある。
鷺ノ宮家も三千院家などと同じく大富豪であるため金銭感覚は常人離れしており、ハンバーガー一つを100万以上で買うと思ったり、ハヤテを1億5000万円ですぐに買ったり、常に羽織っているストールは5000万円ほどもするのに失われた時は惜しむ気配もなかった。髪を自分で洗ったことがない。作者は「作中でお嬢様という言葉が一番似合うのは伊澄かその母・初穂」と言っている通り、芸にうるさい一面もある。
作中で本格的に料理をして見せたことはないが料理は得意で、彼女を助けて風邪をひいたハヤテに作ったミルクセーキが好評だった。また、書道はシラヌイに嫌われた際、心を落ち着けるために次々と書いていたことがある。ナギの勧める漫画やワタルの言うアニメはよく分からないが、特撮ヒーローに関しては詳しい。ヒロインがピンチになったら現れて、必ず助けるという感じのヒーローが好き。『ウルト○マン』で好きな怪獣はベ○スター。他にも怪獣にはそれなりに造詣が深い。怖いものはカエル（アニメ第1期第42話ではイモムシ）と言っているが、彼女の言うカエルは何かの怪獣のようである。

## 容姿
黒髪のロングヘア。瞳も黒である。服装は基本的に和服で、袖で口元を隠す仕草を取ることが多い。彼女の通う白皇学院の制服はセーラー服だが「スカートはスースーして恥ずかしい」という理由で校則を無視して和服で通学している。ただし生徒手帳の写真は制服で撮っている（第14巻第8話より）。古き伝統を重んじているため、下着は着けていない。アニメ第1期第33話の文化祭では『マッチ売りの少女』にもなっていた。アニメ第1期第46話で潮見高校へ除霊に行った際には、潮見高校の制服・新体操のレオタード・チアリーディングの衣装・スクール水着・ブルマの体操着を着用している。なお、ハイキングの際も和服姿だった。
その割には結構今時の女の子らしい服装に興味がある。一度咲夜にかなり短いスカート付きの服を着せられ散々な目に遭った(アニメ第2期8話)。また、その姿を隠し撮りした写真は1枚1万円でワタルに売りつけられた。リィン・レジオスターが「メイドさんとイチャイチャしなければ成仏できない」と言った時には自らメイド服を着てワタルに色々と教わったが、ターンする際にスカートに足を引っかけ、豪快にコケるという結果に終わってしまい、サキと同様にポンコツメイドになってしまった。その後千桜にメイド魂について色々と教わったが、神父にエイプリルフールの冗談だからということで騙され、神父は成仏せずじまいであった。以来、この件を根に持ってかハヤテと共に神父をコレ、アレ扱いしている。

## 能力
一子相伝「術式 八葉」の力を受け継いだ光の巫女で、鷺ノ宮家歴代最強の力を持つ。護符でアフリカの猛獣の群れを追い払うなど、陰陽師やゴーストスイーパー的な要素も見せ、仕事として妖怪退治や除霊も行う（アフターサービスまでしっかり行っている）。見せた必殺技は「八葉六式・撃破滅却」や「建御雷神（タケミカヅチ）」系の術。他の技は「術式八葉上巻・神世七代（じゅつしきはちようかみつまき・かみよのななや）」。他、見せていない技には「神世七代」と同等の力の「別天津神（ことあまつかみ）」、最終奥義として「大神（おおみかみ）」がある。攻撃の他にもハヤテ・愛歌のペンダントにかかっていた呪いを解除したり、召喚・解毒・バリア・霊を憑依させるなど能力は多岐にわたる。もっとも、能力はあっても霊的なものには怖さも感じるようである。力を使いすぎると、力が回復するまで髪の色は白くなる。動物に懐かれやすい体質で、万一の事態に備えて色々な動物を飼い慣らしているが、シラヌイには初対面時に彼女の力を敏感に察知されて激しく拒絶され、ひどくショックを受けていた。強制転移ができるが、思った場所に飛べないため基本的に運まかせになる。
また、筆記試験だと、本人の意思にかかわらず問題を見なくても答えが9割の確率で分かってしまう「鷺ノ宮・脅威のメカニズム」も持ち、その能力でフリギア語のような未知の言語を読むこともできる。また、タマが知性を持つようになったのにも彼女の関与が示唆されている。本人は「ハンドソープ」と誤魔化しているが、ハヤテと咲夜は知っている。土地神にも彼女は知られた存在である。5歳の時、母親を亡くして笑わなくなってしまったナギの笑顔を取り戻すために、亡くなった母親の声を聞かせてあげようと力を使ったが未熟だったため失敗。ナギはその時のことがトラウマとなり、暗所恐怖症になってしまった。そのため、ナギには能力のことを秘密にしている。幼さ故に力が不安定で、うまく力が使えなくなる時がある。その時は治す方法を母親に未来視してもらったが、ハヤテの生き血を飲むことだったり温泉に入ることだったりと、天然な母に振り回され気味であった。結局は暴走した宇宙船に連れ去られたナギを救うため、ハヤテの頭から流れていた血を頬にキスする形で飲んで力を取り戻した。

## 対人関係
秋塚さんという倒された特撮ヒーローが好きなため、秋塚さんに似ているハヤテに好意を抱いた（秋塚はその後作中で蘇った）。普通は和服しか着ないにもかかわらず、色々理由があるにせよハヤテの前では洋服姿やメイド姿も披露している。かつてハヤテに軽い調子で告白しているが、彼が子供に興味を持たないので全く意識されていない。ナギがハヤテを好きなことを分かっているのでナギとの友情のために一歩身を引いており、また変身ヒーローに掛けてヒロインは自分ではないと思っている。
ナギにとって身近な人（マリア）がハヤテのことを好きになると大変なことになると予期したり、ナギの恋心をすぐに見抜いたことから自分では「恋愛には鋭い」と思っている。だが一方で自分に寄せられる好意には疎く、ワタルは自分ではなくナギを好きだと思いこんでいる。後にワタルと咲夜の会話を立ち聞きしてワタルの好意を知った際は、ワタルの一発芸にダメ出しをする形で流している。
ナギとは1997年1月（5歳の時）に彼女の母親・紫子の退院パーティーの時にナギの漫画がきっかけで知り合い、一番の親友になった。伊澄にとってはナギが初めてできた友達だったようである。また、咲夜とも友人で妖怪退治を一緒にすることもある。からかわれることも多いが、何かと相談を持ちかけることも多い。ハヤテ・ナギ・ワタル以外の白皇の生徒とこれといって付き合っている様子はなく、学校行事もものによっては参加していない。ヒナギクに対しても「生徒会長さん」と呼んでいるが愛歌のことは「愛歌さん」と呼んでいる。
本編中に出番が少なかった単行本の表紙のカバーなどで、咲夜と2人でいることが多い。その時は、互いの性格上、彼女の遊び道具となっている。

## 家族
鷺ノ宮 初穂（さぎのみや はつほ）
声 - 平松晶子
伊澄の母。31歳。ワタルの母・美琴同様に若い。伊澄以上におっとりした性格。伊澄のように攻撃的な能力は皆無に等しく、基本は占術による未来視しかできない。シャーロック・ホームズのマネをするコナン君のモノマネなどをよくするが、伊澄はかなり飽き気味だという。紫子を実の姉のように慕っていた。
鷺ノ宮 九重（さぎのみや このえ）
声 - 向井真理子
伊澄の祖母。64歳。しっかりしているようでいて天然ボケ。昔からこうだったようで、自分にどんな能力があったのかも覚えていない。伊澄のような攻撃的能力はない。
鷺ノ宮 銀華（さぎのみや ぎんか）
声 - 金田朋子
伊澄の曾祖母。91歳。外見は伊澄よりも幼く身長はかなり小さい。性格に子供っぽさが垣間見えるが気性は激しい。限界ギリギリの状態になった他人の血（余分な吸血による限界ギリギリでも可）を吸って若さを保っている。常に若さが保てる仮面をかぶっている。仮面を外した状態で力を使い果たすと、本来の老婆の姿に戻ってしまう。帝のことを「帝の小僧（ガキ）」・「あのクソガキ」と呼ぶ。
猫、犬、猿を常に引き連れている。主な攻撃手段である「鎖付きクナイ」には飼い猫がしがみついており、リモートコントロールする。戦闘能力はとても高い。

## 備考
- 第2巻のプロフィールの記述では咲夜のしゃべっていることは、早口な上に関西弁なので半分も理解できていないとされるが、作中では普通に会話ができている。作者によれば「性格が正反対なので収まりが良い」とのこと。
- 作者曰く、和服なので脱がせやすいとのこと[16]。
- また、作者は『ハヤテのごとく!公式ガイドブック』で、「物語の根幹に関わっている重要キャラであり、扱いが難しい」と語っている。
- 第1回キャラクター人気投票の順位は666票[17]の5位であったが、2007年10月の「秋葉原エンタまつり2007」で行われた「ハヤテのごとく!キャラクター人気投票in秋葉原」では7位、2008年4・5月の「ハヤテのごとく!キャラクター人気投票in大阪・日本橋」では9位となっている。